# Schwammbrunnenbach
Der Schwammbrunnenbach (auch Schwammbrunnengraben) ist ein knapp 800 Meter langer Bach des Südschwarzwalds in der Gemeinde Fröhnd im baden-württembergischen Landkreis Lörrach. Seine Quelle liegt im Walddistrikt Waldberg, gut einen Kilometer westlich des Fröhnder Ortsteils Ittenschwand. Er mündet von links und Norden in den Hebschingerbach.

## Name
Auf der amtlichen Gewässerkarte wird der Bach als Schwammbrunnengraben bezeichnet, auf der zugrundeliegenden topographischen Karte allerdings als Schwammbrunnenbach, ebenso wie auf der Karte des Geoportals Baden-Württemberg. Auf dem Messtischblatt der Deutschen Fotothek von 1927 ist nur die Quelle als Schwammbrunnen bezeichnet, der Bach selbst hat hier keinen Namen. In diesem Artikel wird deshalb davon ausgegangen, dass die Bezeichnung Schwammbrunnebach korrekt ist.

## Geographie

### Verlauf
Der Schwammbrunnenbach entspringt auf etwa 837 m ü. NHN im Walddistrikt Waldberg und fließt durch das als Schwammbrunnen bezeichnete Waldstück sein Tal in weitgehend südlicher Richtung hinab. Bereits nach knapp 800 Meter mündet der Bach auf etwa 693 m ü. NHN in den Hebschingerbach, der auf der amtlichen Gewässerkarte bis zu dieser Mündung Mühlebach heißt. Die Mündung liegt etwa 850 Meter westlich von Fröhnd-Ittenschwand zwischen Schwanden und Kupfergraben.
Der etwa 790 m lange Lauf des Schwammbrunnenbachs endet ungefähr 144 Höhenmeter unterhalb seiner Quelle, er hat somit ein mittleres Sohlgefälle von etwa 18 %.

### Einzugsgebiet
Das naturräumlich zum Südschwarzwald gehörende Einzugsgebiet ist etwa 27 ha groß und liegt vollständig im Gemeindegebiet von Fröhnd. Der höchste Punkt des Einzugsgebiets liegt im Süden auf dem Gipfel des Horns auf etwa 992 m ü. NHN.
Die Einzugsgebiete der folgenden Nachbargewässer grenzen an:
- Im Norden grenzt kurz das Einzugsgebiet des unmittelbar oberhalb des Hebschingerbachs in die Wiese mündenden Hofbachs und seines Oberlaufs Dachsgraben an;
- alle anderen angrenzenden Gebiete entwässern direkt in den Mühlebach bzw. den Hebschingerbach.

### Zuflüsse
Auf der amtlichen topographischen Karte sind keine Zuflüsse verzeichnet.

### Flusssystem Wiese
- Fließgewässer im Flusssystem Wiese